# مبرهنة أويلر

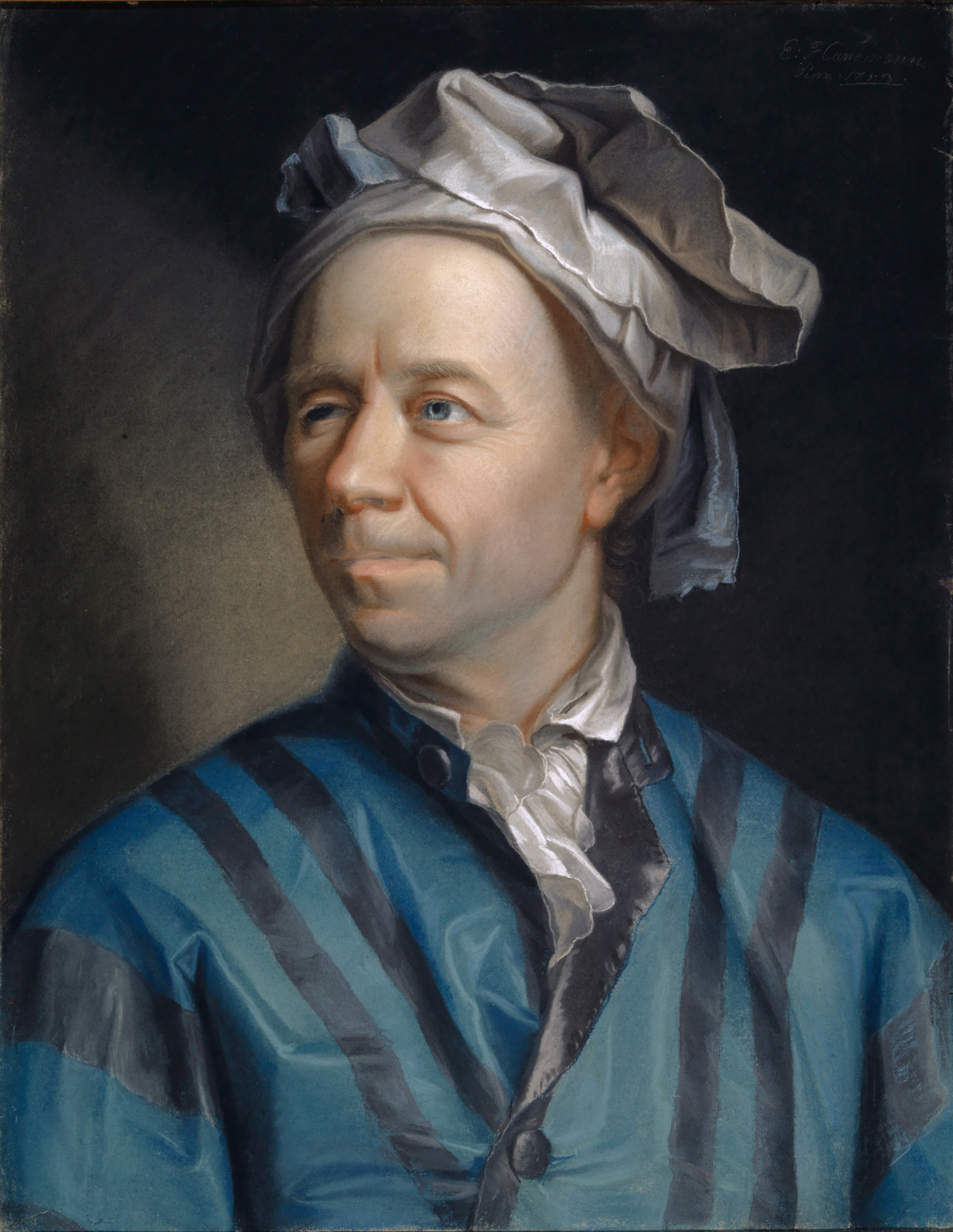

في نظرية الأعداد، مبرهنة أويلر لصاحبها ليونارد أويلر تنص على أنه إذا كان n عددا طبيعيا وa أوليا مع n، فإن a مرفع لقوة {\displaystyle \varphi (n)} يطابق 1 قياس n:
{\displaystyle a^{\varphi (n)}\equiv 1\mod n}
حيث {\displaystyle \varphi (n)} دالة أويلر أو مؤشر أويلر
في 1736، قدم أويلر إثباته لمبرهنة فيرما الصغرى، والتي قدمها فيرما دون إثبات. بعد ذلك، قدم أويلر أدلة أخرى على النظرية، وبلغت ذروتها بـ «نظرية أويلر» في ورقته البحثية عام 1763، والتي حاول فيها إيجاد أصغر أس الذي به تكون نظرية فيرما الصغرى صحيحة دائمًا.
النظرية تعد تعميماً لنظرية فيرما الصغرى، ويمكن تعميمها إلى مبرهنة كارمايكل.
يمكن استخدام المبرهنة لإيجاد البواقي لإعداد ذات قوى كبيرة ل"n" بسهولة. على سبيل المثال: لإيجاد وحدة الآحاد للعدد {\displaystyle 7^{222}} والذي يكافئ {\displaystyle 7^{222}{\pmod {10}}}
{\displaystyle 7^{\varphi (10)}\equiv 7^{4}\equiv 1{\pmod {10}}\implies 7^{220}\equiv 1{\pmod {10}}\implies 7^{222}\equiv 49\equiv 9{\pmod {10}}}
إذا آحاد العدد {\displaystyle 7^{222}} هو 9

## البرهان
لتكن {\displaystyle R=\{x_{1},x_{2},...,x_{\varphi (n)}\}} نظام بواقي مصغر (mod n) ولتكن a عدداً صحيحاً أولي نسبياً مع n.
البرهان مبني على أن الضرب بـa يدوّر الباقي xi: بكلمات أخرى إذا كان {\displaystyle ax_{j}\equiv ax_{k}{\pmod {n}}} فإن {\displaystyle j=k}.
ما يعني أن المجموعات {\displaystyle R} و {\displaystyle aR=\{ax_{1},ax_{2},...,ax_{\varphi (n)}\}} بأخذهم (mod n) فإن لهم نفس الباقي، مايعني أن حاصل ضرب عناصر المجموعة R مساوٍ لـ aR :
{\displaystyle \prod _{i=1}^{\varphi (n)}x_{i}\equiv \prod _{i=1}^{\varphi (n)}ax_{i}\equiv a^{\varphi (n)}\prod _{i=1}^{\varphi (n)}x_{i}{\pmod {n}},} وبالتالي نستطيع التخلص من xi ونحصل على مبرهنة أويلر:
{\displaystyle a^{\varphi (n)}\equiv 1{\pmod {n}}.}

## راجع أيضاً
- مبرهنة كارمايكل
- مبرهنة فيرما الصغرى
- نظرية ويلسون